# Захаров, Владимир Анисимович
Владимир Анисимович Захаров (23 сентября 1931, Хабаровск, РСФСР — 10 июля 2016, Москва, Российская Федерация) — советский государственный и партийный деятель, председатель Сахалинского облисполкома (1979—1985).

## Биография
Родился в семье рабочего.
В 1946 году вместе с родителями переезжает на Сахалин в поселок Сокол, с 1947 года — проживал в Южно-Сахалинске.
В 1954 году окончил Хабаровский институт инженеров железнодорожного транспорта и был направлен на Южно-Сахалинскую железную дорогу, где прошел путь от мостового мастера до начальника тоннельного участка мостостроительного поезда № 30. Спроектировал железнодорожный мост через реку Сусую (2-й км Холмской дороги).
С ноября 1963 года — заведующий промышленно-транспортным отделом Южно-Сахалинского городского комитета КПСС.
30 марта 1965 года на первой сессии Южно-Сахалинского городского Совета нового созыва был избран председателем горисполкома.
В августе 1968 года возглавлял делегацию представителей Южно-Сахалинского горисполкома, посетивших Японию. Подписал совместное заявление об установлении дружественных отношений между городами Южно-Сахалинск и Асахикава.
27 декабря 1969 года на IV сессии областного Совета депутатов трудящихся был утверждён первым заместителем председателя облисполкома, сменив на этой должности С. В. Блохина, переведённого на другую работу за пределы области.
С декабря 1979 года до января 1985 года — председатель исполнительного комитета Сахалинского областного Совета народных депутатов.
Делегат XXVI съезда КПСС (1981).
В 1985 году был переведен в Москву.
С 1996 по 1999 годы — президент общественной организации «Сахалинец», объединяющей островитян, проживающих в Москве.

## Награды и звания
- Орден Трудового Красного Знамени (1976)
- Орден Дружбы народов (1981)
- Орден «Знак Почёта» (1971)
- медали
- звание «Почетный гражданин города Асахикавы по международной дружбе» (1968)